# SLC1
SLC1 (Schach- und Lerncomputer 1) ist ein Schachcomputer-Bausatz, der von Dieter Scheuschner entwickelt wurde.

## Hardware
Die Hardware war verhältnismäßig einfach aufgebaut und bestand aus nur 25 Chips. Die Eingabe erfolgte mittels 13 Tasten. Bei Berechnungen leuchtete eine LED. Alle Bauteile mussten selbst beschafft werden.
Daneben gab es auch industriell hergestellte Schachcomputer in der DDR.

## Software
Es gab ein namenloses Monitorprogramm sowie ein Schachprogramm. Das Schachprogramm startete stets automatisch, den Monitor erreichte man mit fünfmaligen drücken der Taste A1. Speichern und laden anderer Software war nicht möglich.

## Emulation
JKCEMU emuliert den Schachcomputer.

## Belege
1. ↑  Schaltungssammlung für den Amateur, 1989, S. 6-13 - 6-18
2. ↑  Schach- und Lerncomputer SLC1 (Homecomputer DDR). In: hc-ddr.hucki.net. Abgerufen am 20. September 2015.
3. ↑  JKCEMU als SLC1-Emulator. In: www.jens-mueller.org. Abgerufen am 20. September 2015.